# الريسة (حبيش)

تعديل مصدري - تعديل

الريسة هي إحدى قرى عزلة بني معين بمديرية حبيش التابعة لمحافظة إب، بلغ تعداد سكانها 881 نسمة حسب تعداد اليمن لعام 2004.